# Thông lượng
Thông lượng của một dòng chảy qua một bề mặt là đại lượng chỉ lượng chảy qua bề mặt vuông góc với hướng chảy trong một đơn vị thời gian.
Trong thực tế, dòng chảy là một trường vector, các vector thành phần có thể có các hướng khác nhau đối với bề mặt dòng chảy đi qua. Nếu gọi bề mặt đi qua là S, trường vector là a, n là vector đơn vị pháp tuyến ngoài của S, thì thông lượng dòng chảy được tính bằng tích phân các vectơ trên vi phân diện tích dS, vuông góc với vectơ trên một đơn vị thời gian.
Một số ví dụ: 
- thông lượng của dòng nước có thể đo bằng thể tích m3.s−1 hay khối lượng kg3.s−1,
- nếu dòng chảy là bức xạ điện từ, thông lượng có thể đo bằng số hạt photon, trong trường hợp bức xạ đơn sắc, hay năng lượng trên đơn vị thời gian,
- với dòng các hạt ánh sáng, thông lượng của chùm ánh sáng được gọi là quang thông,
- với dòng là các hạt điện tích, thông lượng còn được gọi là cường độ dòng điện.

## Mật độ thông lượng
Mật độ thông lượng là thông lượng của dòng chảy tính trên một đơn vị diện tích vuông góc với dòng chảy. Ví dụ: Mật độ thông lượng của dòng điện gọi là mật độ dòng điện.